# Johan Zachrisson Winberg

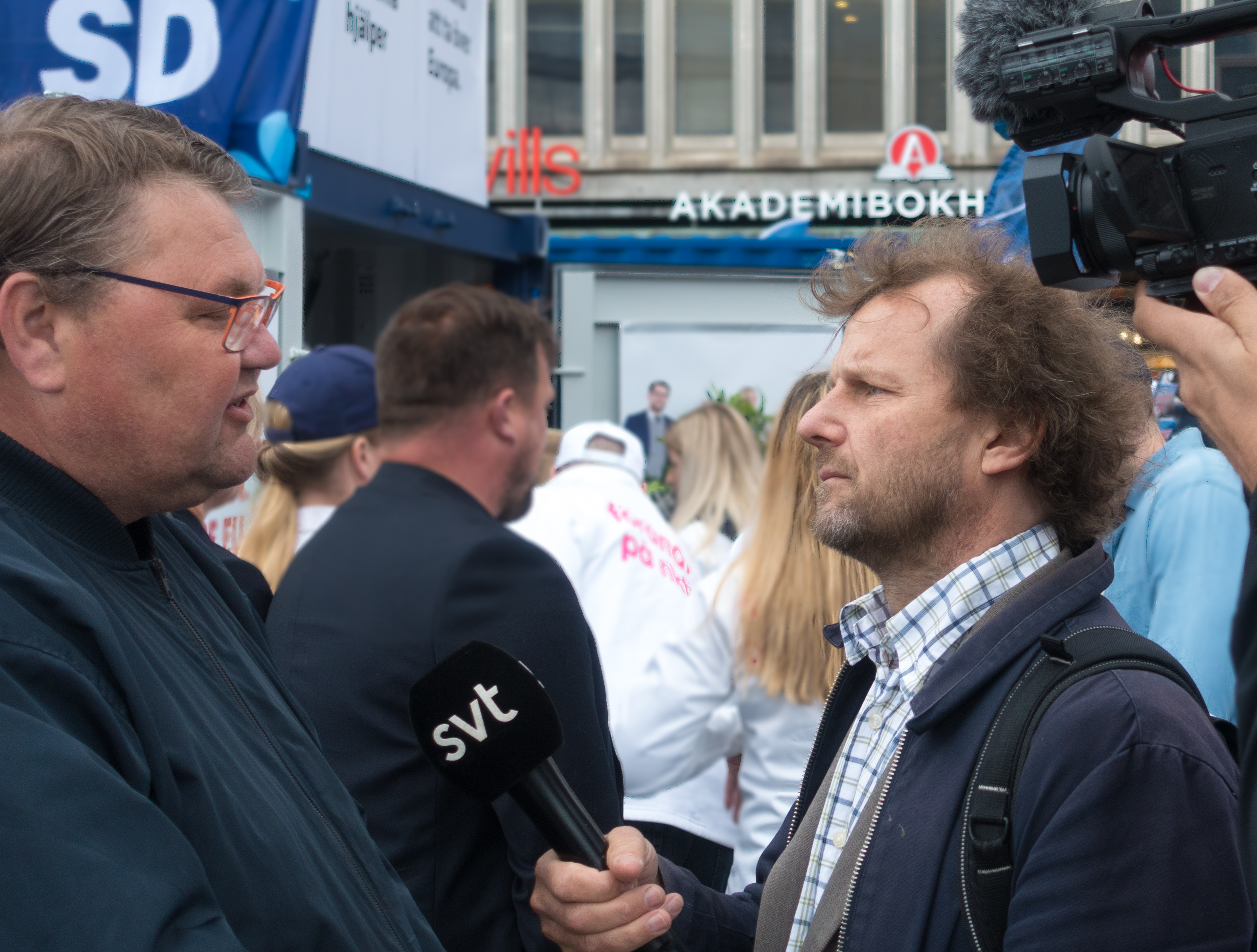
Johan Zachrisson Winberg (till höger) intervjuar Peter Lundgren (SD) på Soltorget i Stockholm inför EU-valet 2019.

Johan Zachrisson Winberg (folkbokförd Björn Ivar Johan Zachrisson Vinberg), född 1963, är en svensk journalist som länge varit verksam vid Sveriges Television.

## Biografi
Winberg tog examen från Journalisthögskolan i Stockholm 1985. Han inledde journalistkarriären på Radio Västmanland och Radio Stockholm. Från år 1990 har han varit anställd av Sveriges Television i Stockholm, först som reporter på dåvarande samhällsprogrammet 20:00 och även på Aktuellt. Han deltog också i starten av programmet Striptease som skulle bli hans huvudsakliga sysselsättning under 1990-talet. Han arbetade även periodvis på Folkradion och SVT Drama.
När Striptease uppgick i Uppdrag granskning fortsatte Winberg på det nya programmet. Från 2011 arbetar han på SVT:s nyhetsredaktion. Han fortsatte göra granskande reportage för både nyhetssändningarna och Uppdrag granskning.

## Reportage
I urval:
- När marknaden re(a)gerar. Dokument inifrån, sändes 8 november 2000. Om vanliga människors aktiesparande.[3]
- Hur farlig är mobilstrålningen?, Uppdrag granskning, sändes 11 februari 2003. Kritiserade Statens strålskyddsinstituts behandling av mobilstrålning.[4]
- Reportage om skolmjölk, Uppdrag granskning, 30 augusti 2005. Menade att EU:s jordbrukspolitik gjorde att svenska skolrestauranger serverade för fet mjölk.[5][6]
- Direktörslönerna, tre reportage i Uppdrag granskning, 2006, med Kristina Lagerström. Nominerades till "Årets ekonomijournalist"[7] och Guldspaden[8].
- Kärnkraftens bakgård, Uppdrag granskning, 28 november 2007. Om utländsk uranbrytning för svenska kärnkraftverk. Tilldelades utmärkelsen "Årets miljöjournalist".[9]
- Klimatdebattens heliga ko, Uppdrag granskning, 12 mars 2008. Om köttproduktion och klimatpåverkan. Nominerades till "Årets miljöjournalist".[10]
- Statens nya bonuskalas, Uppdrag granskning, 4 mars 2009, med Kristina Lagerström. Nominerades till Guldspaden.[11]
- Skolfesten och Skolmarknaden, SVT Nyheter, 2013, med Kristina Lagerström. Reportage om friskolor och riskkapital. Belönades med Guldspaden.[12]